# Catedral de San Pedro y San Pablo (Lutsk)
La Catedral de San Pedro y San Pablo (en ucraniano: кафедральний костел Св. Апостолів Петра і Павла) es un edificio religioso católico que junto con el colegio de los jesuitas son hitos de referencia nacionales en Lutsk en el país europeo de Ucrania. La iglesia y la universidad fueron construidos por la Compañía de Jesús de Lutsk en el siglo XVII. La catedral es la iglesia principal de la diócesis de Lutsk, el centro educativo es a su vez parte de la Universidad Nacional de Tecnologías de la Alimentación. La Compañía de Jesús en Lutsk se estableció en la primera década del siglo XVII. El Rey Casimiro III de Polonia, y los obispos Marcin II Szyszkowski y Paweł III Wołucki fundaron la iglesia, que fue diseñado por los arquitectos M. Gintz y Giacomo Briano. En 1616 se inició la construcción de la iglesia. Hay un segmento de un castillo en el sitio desde el siglo XV. A finales de 1630 se completó la iglesia renacentista.